# Monte Ortara e Monte La Monna
Monte Ortara e Monte La Monna este o arie protejată (arie specială de conservare — SAC, sit de importanță comunitară — SCI) din Italia întinsă pe o suprafață de 391 ha, integral pe uscat.

## Localizare
Centrul sitului Monte Ortara e Monte La Monna este situat la coordonatele 41°48′38″N 13°22′43″E / 41.810556°N 13.378611°E.

## Înființare
Situl Monte Ortara e Monte La Monna a fost declarat sit de importanță comunitară în decembrie 1995 pentru a proteja 2 specii de animale. Situl a fost protejat și ca arie specială de conservare în decembrie 2016.

## Biodiversitate
Situată în ecoregiunea mediteraneană, aria protejată conține 5 habitate naturale: Pante stâncoase calcaroase cu vegetație casmofită, Pajiști alpine și boreale, Lespezi calcaroase, Grohotișuri calcaroase și de șisturi calcaroase de la nivelul montan până la nivelul alpin (Thlaspietea rotundifolii), Pajiști alpine și subalpine calcaroase.
La baza desemnării sitului se află mai multe specii protejate de  mamifere (2): lupul (Canis lupus), urs brun (Ursus arctos).
Pe lângă speciile protejate, pe teritoriul sitului au mai fost identificate 15 specii de plante, 3 specii de mamifere.